# Pieter Huistra
Pieter Huistra (sinh ngày 18 tháng 1 năm 1967) là một cầu thủ bóng đá người Hà Lan.

## Đội tuyển bóng đá quốc gia Hà Lan
Pieter Huistra thi đấu cho đội tuyển bóng đá quốc gia Hà Lan từ năm 1988 đến 1991.

## Thống kê sự nghiệp
| Đội tuyển bóng đá Hà Lan | Đội tuyển bóng đá Hà Lan | Đội tuyển bóng đá Hà Lan |
| Năm                      | Trận                     | Bàn                      |
| ------------------------ | ------------------------ | ------------------------ |
| 1988                     | 1                        | 0                        |
| 1989                     | 4                        | 0                        |
| 1990                     | 0                        | 0                        |
| 1991                     | 3                        | 0                        |
| Tổng cộng                | 8                        | 0                        |